# Lijst van burgemeesters van Kijfhoek
Dit is een lijst van burgemeesters van de voormalige Nederlandse gemeente Kijfhoek tot die gemeente in 1857 opging in de gemeente Groote Lindt.
| Ambtsperiode | Naam burgemeester      | Partij of stroming | Bijzonderheden |
| ------------ | ---------------------- | ------------------ | --- |
| 18?? - 1839  | Pieter (P.) Huyser     |                    | |
| 1839 - 1850  | Rokus (R.) Barendrecht |                    | |
| 1850 - 1857  | Jacobus van 't Hoff    |                    | tevens burgemeester van Heer Oudelands Ambacht (1827-1857), Heerjansdam (1827-1892), Groote Lindt (1827-1881), Kleine Lindt (1827?-1857) en Sandelingen-Ambacht (1850-1852) |